# Municipio de Ahualulco de Mercado
Ahualulco de Mercado es un municipio de la Región Valles del estado de Jalisco, México.

## Toponimia
Ahualulco proviene de la palabra náhuatl Ayahualolco que significa: "lugar coronado de agua" o "lugar que rodea el agua".

## Historia
En la época prehispánica fue cacicazgo perteneciente al tlatoanazgo de Etzatlán, habitado por los tochos. Lo gobernó el guerrero Guajotzin o Huejotzin. El poblado fue incendiado por los tarascos en 1510, diez años después lo recuperó y repobló el encomendero de Etzatlán Juan de Escárcena. Gonzalo de Sandoval dio a Alonso de Vargas la encomienda de Ahuatilco que bien pudo ser Ahualulco.
Cortés de San Buenaventura lo conquistó en 1524, debiéndose la fundación hispánica a Juan Escárcena quien en 1531 llevó aborígenes de Etzatlán para tal objeto. La evangelización es obra de los frailes Francisco Lorenzo, Antonio de Cuéllar, el primer guardián del convento de Etzatlán y Andrés de Córdoba, posteriormente.
En 1532 fue su encomendero Benito Gallego, el virrey don Antonio de Mendoza pernoctó aquí en enero de 1542 regresando del 8 al 11 de febrero de ese mismo año, luego de su participación en la Guerra del Mixtón, entablada contra los Chichimecas que se resistieron a la intromisión o invasión de los españoles en sus territorios 
En 1594 se fundó su convento franciscano y en 1601 era su guardián fray Francisco de Barrios. 
En Ahualulco vivieron por más de un siglo las familias de los Gallaga y los Mandarte, la bisabuela del cura de Dolores don Miguel Hidalgo y Costilla, iniciador de la Independencia Mexicana; perteneció por línea directa a la familia de los Gallega.
Se tiene en otro aspecto histórico que quien fuese párroco de Ahualulco, José María Mercado, y quien nació en Teúl de González Ortega, Zac., el 13 de julio de 1781; proclamó en Ahualulco, y apoyó al movimiento independentista, con la autorización de don Miguel Hidalgo, a partir del 13 de noviembre de 1810. 
Así José María Mercado, con 300 hombres mal armados ocupó Tepic y entró a San Blas el 1 de diciembre de 1810, desde donde le envió a Hidalgo 42 cañones que habían sido arrojados al mar por los españoles, que éstos tenían para defender a dicho puerto, el envío se realizó cuando Mercado conoció la derrota en el Puente de Calderón, con la finalidad de que se repusiera de las pérdidas sufridas por los Insurgentes en dicha Batalla.
El 31 de enero de 1811 Mercado pereció despeñado al querer salvarse de la persecución de la gente del párroco de San Blas, Nicolás Santos Verdín, quien se había pronunciado en su contra. En homenaje a él el 19 de diciembre de 1846 se le dio el nombre de Ahualulco de Mercado a la cabecera municipal. El 21 de mayo de 1858, por una falsa denuncia, el coronel Manuel Piélago fusiló en este lugar al liberal Dr. Ignacio Herrera y Cairo, retirado de la política. Ese mismo año el general Miramón derrotó allí al general Degollado.
La parroquia se empezó a construir en 1688 habiéndose terminado en 1760. Aquí nacieron el obispo Melitón Vargas Gutiérrez, el 9 de marzo de 1823, y siendo párroco de Santa Ana Acatlán le salvó la vida a Juárez; el Dr. Leonardo Oliva, a quien en Leipzig, Alemania, se le tiene levantada una estatua y dedicada una calle y quién terminó de imprimir su obra  Lecciones de Farmacología, Guadalajara 1853-54; el 18 de marzo de 1853, Carlos Rivera Castrejón, revolucionario y periodista; y Aurelia L. Guevara.
El poblado ostenta doble título de ciudad, el primero se le confirió el 3 de marzo de 1891 y el segundo el 14 de septiembre de 1973 en una sesión solemne en la Plaza de Armas, en Guadalajara. En el mineral de Piedra Bola, en las proximidades de Ahualulco, estuvo David Alfaro Siqueiros hacia 1924 organizando a los mineros en un sindicato y fundó la agrupación conocida por Los Rojos, denominándose polveados a los trabajadores que permanecieron al margen de la asociación.
Por decreto del 8 de abril de 1844 se constituyó en municipio; el 18 de septiembre de 1846 se consideró a Ahualulco como cabecera del 5° cantón del estado, el 10 de octubre de ese año pasó a ser cabecera de uno de los 28 departamentos de Jalisco.
En el año 2011 el municipio de Ahualulco de Mercado fue declarado ciudad.

## Descripción geográfica

### Ubicación
El municipio de Ahualulco de Mercado se localiza en la región Valles del estado de Jalisco. Sus municipios colindantes son Ameca, Etzatlán, Teuchitlán, San Juanito de Escobedo y Tequila.
Ahualulco de Mercado colinda al norte con los municipios de Tequila y Amatitán; al este con el municipio de Teuchitlán; al sur con el municipio de Ameca; al oeste con los municipios de Etzatlán y San Juanito de Escobedo.

### Medio físico
Topográficamente, su superficie está compuesta por zonas planas en un 54.9% del territorio, zonas de lomerío extendidas en un 15.7%  y zonas accidentadas (montañosas) con el 29.3%. Ahora, el tipo de suelo predominante es feozem (45.6%) y se presenta en cualquier tipo de relieve y clima, excepto en regiones tropicales o lluviosas o zonas muy desérticas. Le siguen el regosol, planosol, luvisol y vertisol con el 24.3,11.7, 11.3 y 5.1 por ciento respectivamente. En Geología, la roca predominante son suelos aluviales (39.5%) formados por el depósito de materiales sueltos, provenientes de rocas preexistentes, que han sido transportados por corrientes superficiales de agua, también está compuesto por rocas Extrusivas ácidas, basálticas, Arenisca-conglomerada y Andesita en proporciones del 27.3, 14.5, 8.1, 5.5 por ciento respectivamente. La agricultura abarca un 60.2% de cobertura de suelo, boasque con el 26%, selva con 7.6%, pastizal, asentamiento humano y cuerpos de agua con el 3%, 2.5% y 0.4% siguiendo el orden. 

### Hidrografía
Los tipos de recursos hídricos del municipio están constituidos por aguas subterráneas, ríos y lagos. El territorio está ubicado dentro de 1 acuíferos de los cuales el 0% no tienen disponibilidad y el 100.0% se encuentra con disponibilidad de agua subterránea. Sus recursos hidrológicos pertenecen a la cuenca del Pacífico y la subcuenca del Río Ameca. Los arroyos principales son: La Mina, La Pila, Las Torcazas, La Gloria, El Cocolisco, Aguacate, Piedra Bola, Santa Anita, Candelaria, Texcalame, Los Sauces y Agua Prieta. Se localizan las presas: Huarachilla, Chapulimita y El Carmen.

### Clima y precipitación
El municipio de Ahualulco de Mercado (100%) tiene clima semicálido semihúmedo. Del análisis de la precipitación media mensual histórica con registros hasta el 2021 del municipio Ahualulco de Mercado tenemos que la precipitación acumulada promedio es de 852.9 mm; la media del mes de enero es de 16.7 mm, la mínima de 11.3 mm y la máxima de 24.1 mm; mientras que en julio la precipitación media es de 227.5 mm, la mínima de 209 mm y máxima de 256 mm. El promedio anual de días con heladas es de 8. Los vientos dominantes son en dirección del norte al noroeste.

### Temperatura
La temperatura media mensual conforme a los registros históricos hasta el 2021 del municipio, nos dice que la media anual promedio es de 20.6 grados centígrados (°C), la mínima y máxima promedio anual de 11.6 °C y 29.6 °C. La temperatura más fría se presentó en los meses de enero y diciembre con 5.2 °C y 5.5 °C respectivamente y las más altas fueron de 34.9 °C y 33.5 °C de los meses mayo y abril correspondientemente

## Áreas naturales protegidas
Ahualulco de Mercado alberga 2 áreas naturales protegidas con una superficie de 5795.15 hectáreas (ha) lo que representa el 24.6% de todo el territorio municipal sindo las de Piedras Bola y Sierra del Águila.

## Sequía
A nivel municipal la sequía extrema es la que tiene una mayor distribución con un 47.5%, sequía severa con el 26.6%, sequía moderada registrando 15.2%, sequía excepcional abarcando el 5.3% de su territorio, anormalmente seco y sin sequía con el 2.6 y 2.8 por ciento respectivamente. 

## Economía
Conforme a la información del Directorio Estadístico Nacional de Unidades Económicas (DENUE) de INEGI, el municipio de Ahualulco de Mercado cuenta con 1,321 unidades económicas al mes de mayo de 2024 y su distribución por sectores revela un predominio de establecimientos dedicados a Servicios, siendo estos el 44.66% del total en el municipio.

### Empleos y principales sectores económicos
Para junio de 2024 el IMSS reportó un total de 1,465 trabajadores asegurados, lo que representó para el municipio de Ahualulco de Mercado una disminución anual de 385 trabajadores en comparación con el mismo mes de 2023, debido a la baja del registro de empleo formal de algunos de sus grupos económicos principalmente el de Agricultura. En función de los registros del IMSS el grupo económico que más empleos presentó dentro del municipio de Ahualulco de Mercado fue el de Agricultura, ya que en junio de 2024 registró un total de 595 trabajadores concentrando el 40.61% del total de asegurados en el municipio. El segundo grupo económico con más trabajadores asegurados fue el de Servicios financieros y de seguros (bancos, financieras, compañías de seguros, etc.), que para junio de 2024 registró 152 trabajadores asegurados que representan el 10.38% del total de trabajadores asegurados y por último compraventa en tiendas de autoservicio y de departamentos especializados por línea de mercancías con el 5.7%.

## Infraestructura
El municipio cuenta con 16 servicios públicos, de los cuales destacan 34 escuelas, seguido de 19 templos e instalaciones deportivas o de recreación con 18.

### Salud
De acuerdo con los registros de la secretaría de salud, en el municipio se encuentran 8 unidades de servicio de salud como lo son consultorios, hospitales generales y especializados, oficinas administrativas, farmacias, laboratorios, unidades de medicina familiar, de especialidades médicas y móviles. De las cuales 5 corresponden a la Secretaría de Salud (SSJ), 1 unidad de salud es del Instituto Mexicano del Seguro Social (IMSS) y 1 módulo del Instituto de Seguridad y Servicios Sociales para los Trabajadores del Estado (ISSSTE); en la tabla 14 se presenta desglosada esta información por tipo de unidades de servicio conforme al instituto o dependencia a la que pertenecen.

## Demografía y localidades
El municipio de Ahualulco de Mercado pertenece a la Región Valles, según el Censo de Población y Vivienda 2020, su población en ese año era de 23,630 personas; de las cuales el 49.9 por ciento eran hombres y 50.1 por ciento mujeres.

### Localidades
En 2020 Ahualulco de Mercado contaba con 25 localidades, de éstas, 3 eran de dos viviendas y 13 de una. La localidad de Ahualulco de Mercado era la más poblada, con 17,000 personas, que representaban el 71.9% de la población del municipio; le seguía Portes Gil (San Ignacio) con el 11.6%, El Carmen (El Capulín) con el 6.8%, Santa Cruz de Bárcenas (Santa Cruz) con el 6.8% y Chapulimita (Chapuli) con el 1.2% del total municipal.
| Código INEGI      | Localidad              | Población (2020) |
| ----------------- | ---------------------- | ---------------- |
| 140030001         | Ahualulco de Mercado   | 17 000           |
| 140030038         | Portes Gil             | 2 733            |
| 140030004         | El Carmen              | 1 612            |
| 140030028         | Santa Cruz de Bárcenas | 1 610            |
| Otras localidades | Otras localidades      | 675              |
| Total municipal   | Total municipal        | 23 630           |

## Pobreza por carencia social
El 53.7% de la población carecio de acceso a la seguridad social para el año 2020, un 24.1% no pudo acceder aservicos de salud, un 14% y 12% tuvieron carecia por acceso a la alimentación y rezago educativo respectivamente, mientras que calidad y espacio de la vivienda, así como acceso a servicios básicos de la vivienda fueron los de menor carencia con el 4.7 y 2 por ciento respectivamente.

## Índice de Desarrollo Humano (IDH)
El Índice de Desarrollo Humano para Ahualulco de Mercado, según el último dato publicado por la ONU en 2020, fue de 0.771, ubicándolo como el 5to más alto del estado de Jalisco, y el número 152 de todo el país (total de 1882 municipios en México) comparable con países como Ucrania.

## Índice de desarrollo municipal (IDM)
Ahualulco de Mercado obtiene un desarrollo institucional Muy Alto con un IDM-I de 71.1, que lo coloca en el sitio 28 del ordenamiento estatal.

## Promedio mensual de carpetas de investigación
Durante el periodo de junio 2023 a mayo de 2024, se abrieron un total de 245 carpetas de investigación con un promedio mensual de 20 carpetas abiertas siendo el fraude el delito más investigado.

## Turismo
El principal atractivo, para los visitantes, con que cuenta el municipio son las llamadas Piedras Bola, su origen es desconocido y existen sólo en tres partes de nuestro planeta, y se caracterizan por su tamaño y perfecta redondez. Según investigaciones están formadas por un cristal volcánico de obsidiana y se formaron hace más de 40 millones de años.
La plaza principal también es un lugar donde los turistas vienen a convivir.
Arquitectura
- Las Torrecillas y los Trigos.
- Ranchería El Teuchiteco.

Artesanías
- Elaboración de: Huaraches, fustes, sillas de montar, cubreasientos, muebles de madera y cuero; además de cobijas de lana y bordados de telas.

Deportes
- El futbol es muy practicado en este municipio ya que aquí existe la liga de fútbol que agrupa a varios municipios de alrededor como por ejemplo: Teuchitlan, Etzatlan, San Juanito Escobedo , entre otros.

## Gobierno
Su forma de gobierno es democrática y depende del gobierno estatal y federal; se realizan elecciones cada 3 años, en donde se elige al presidente municipal y su gabinete.

## Presidentes Municipales
| Presidente municipal            | Período   |
| ------------------------------- | --------- |
| Gerardo Mauricio Guízar Macías  | 2012-2015 |
| Víctor Eduardo Castañeda Luquin | 2015-2018 |
| José Manuel Medrano Barba       | 2018-2021 |
| José Bladimir Arreola Álvarez   | 2021-2024 |
| José Bladimir Arreola Álvarez   | 2024-2027 |